# Codex Trajectinus

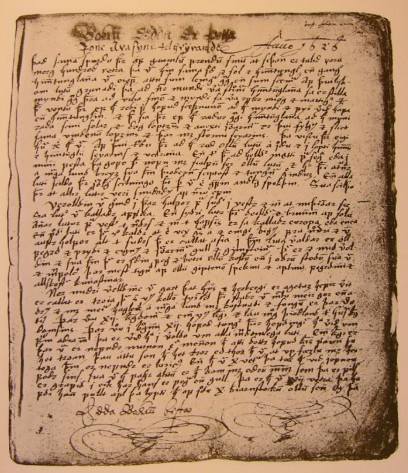
Edda prosaica del Codex Trajectinus, versión también conocida como Edda de Utrecht.

Codex Trajectinus también conocida como Edda de Utrecht es una copia de un hoy perdido manuscrito medieval del siglo XIII compilado hacia 1600. Contiene una versión (T) de la Edda prosaica de Snorri Sturluson. Se conserva en la biblioteca de la Universidad de Utrecht, catalogada como MSS 1374.